# Ildebrando Vannucci
Ildebrando Vannucci (Firenze, 3 giugno 1890 – Roma, 22 agosto 1955) è stato un vescovo cattolico e abate italiano.

## Biografia
Professo sacerdote e consacrato, divenne monaco nell'Ordine Benedettino e svolse una carriera brillante sino ad essere nominato abate dell'abbazia di San Paolo fuori le mura, succedendo nel non facile compito alla figura del cardinale Alfredo Ildefonso Schuster.
Il 30 giugno 1942 fu eletto vescovo titolare di Sebaste di Cilicia.
Ebbe un importante scambio epistolare con la mistica e beata Itala Mela.
Morì a Roma il 22 agosto 1955.

## Genealogia episcopale
La genealogia episcopale è:
- Cardinale Scipione Rebiba
- Cardinale Giulio Antonio Santori
- Cardinale Girolamo Bernerio, O.P.
- Vescovo Claudio Rangoni
- Arcivescovo Wawrzyniec Gembicki
- Arcivescovo Jan Wężyk
- Vescovo Piotr Gembicki
- Vescovo Jan Gembicki
- Vescovo Bonawentura Madaliński
- Vescovo Jan Małachowski
- Arcivescovo Stanisław Szembek
- Vescovo Felicjan Konstanty Szaniawski
- Vescovo Andrzej Stanisław Załuski
- Arcivescovo Adam Ignacy Komorowski
- Arcivescovo Władysław Aleksander Łubieński
- Vescovo Andrzej Stanisław Młodziejowski
- Arcivescovo Kasper Kazimierz Cieciszowski
- Vescovo Franciszek Borgiasz Mackiewicz
- Vescovo Michał Piwnicki
- Arcivescovo Ignacy Ludwik Pawłowski
- Arcivescovo Kazimierz Roch Dmochowski
- Arcivescovo Wacław Żyliński
- Vescovo Aleksander Kazimierz Bereśniewicz
- Arcivescovo Szymon Marcin Kozłowski
- Vescovo Mečislovas Leonardas Paliulionis
- Arcivescovo Bolesław Hieronim Kłopotowski
- Arcivescovo Jerzy Józef Elizeusz Szembek
- Vescovo Stanisław Kazimierz Zdzitowiecki
- Cardinale Aleksander Kakowski
- Papa Pio XI
- Cardinale Alfredo Ildefonso Schuster, O.S.B.
- Vescovo Ildebrando Vannucci, O.S.B.